# CFM International

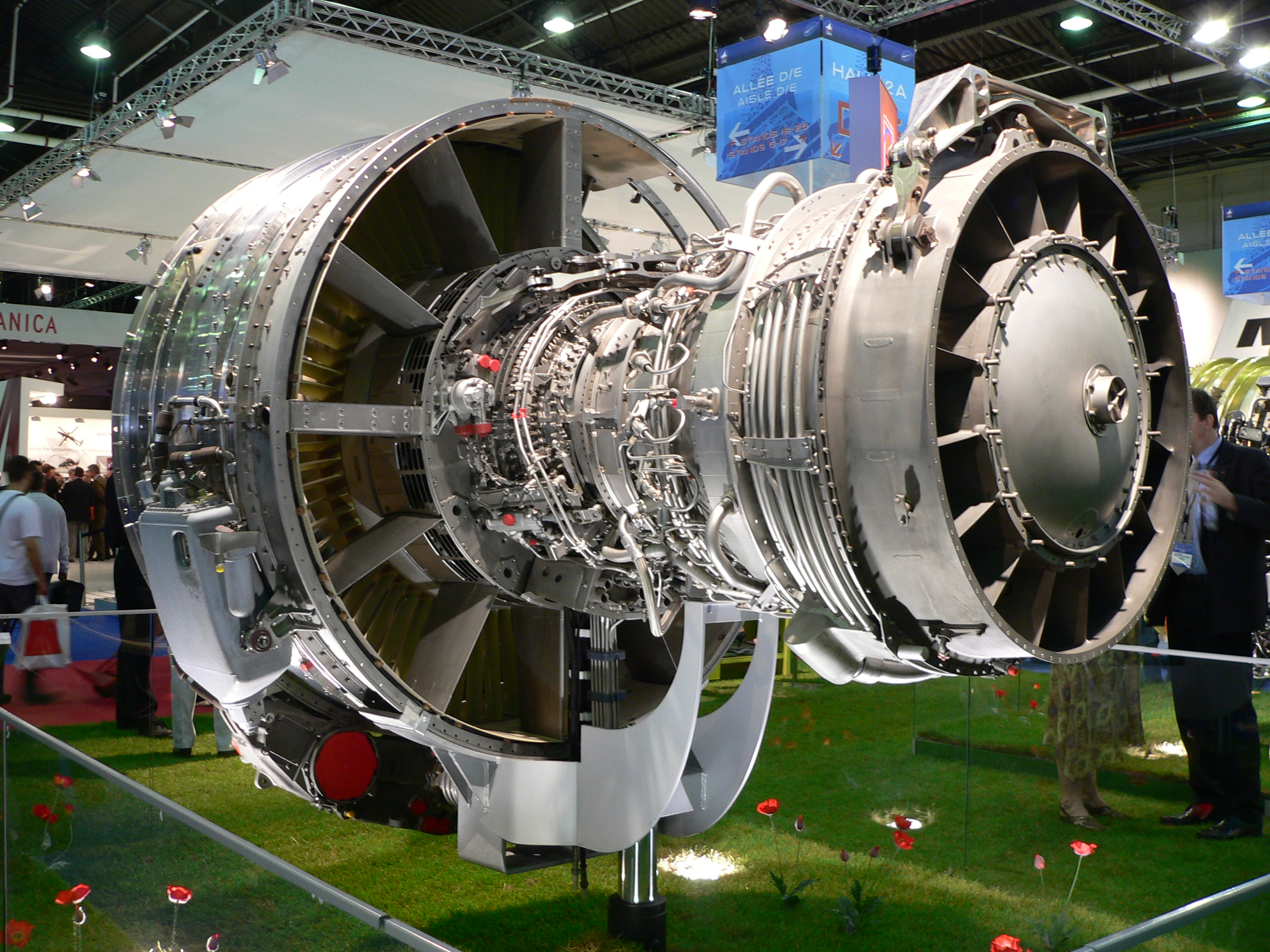
Een CFM56-5.

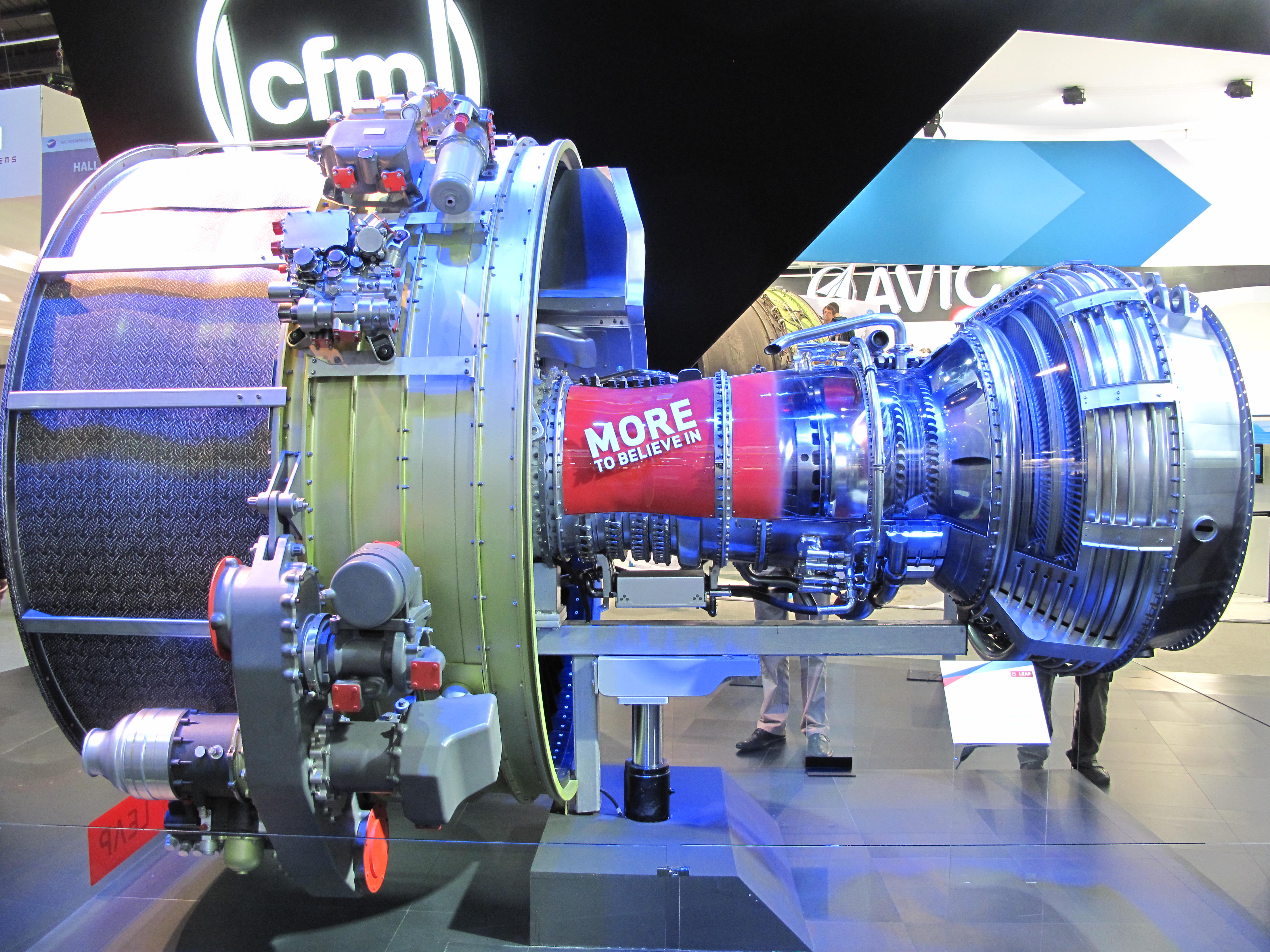
Een CFM LEAP-X tentoongesteld op de luchtvaartbeurs van Le Bourget.

CFM International is een internationale producent van turbofans voor verkeersvliegtuigen. Het is opgericht in 1974 als een joint venture tussen de afdeling vliegtuigmotoren van het Amerikaanse General Electric en het Franse Snecma, waarin elk van beide partners voor de helft participeerde, specifiek voor de ontwikkeling van een nieuwe turbofan, de CFM56, met een geplande stuwkracht van rond de 10 ton.
De benaming CFM56 was een combinatie van de namen van motoren van beide moedermaatschappijen, de CF6 van General Electric en de M56 van SNECMA.
CFM is uitgegroeid tot een van de grootste producenten van motoren voor passagiersvliegtuigen ter wereld. Anno 2020 bouwt het bedrijf er jaarlijks meer dan 2000. Dat werk is 50-50 verdeeld tussen GE in Evendale en Durham en Snecma in Villaroche. Verder heeft het bedrijf 1500 onderhoudsmedewerkers op 140 locaties in 50 landen om dienstverlening na verkoop te leveren.

## GE en Snecma/Safran
General Electric groeide in de jaren 1960 uit tot een belangrijke vliegtuigmotorproducent dankzij haar CF6-turbofan. In 1969 ging het een partnerschap aan met het Franse Snecma om de productie op te voeren. Begin jaren 1970 wilden zowel Snecma als GE aandeel winnen op de markt voor korte- tot middellangeafstandsvliegtuigen. De twee bedrijfsleiders deelden de visie van een internationale joint venture, en in 1974 werd deze onder de naam CFM International gecreëerd. In dat jaar werd ook de eerste CFM56-motor getest.
In 2004 deed Sagem, een Frans elektronica- en communicatiebedrijf, een bod op alle aandelen Snecma. Het was succesvol en in mei 2005 werd de overname afgerond en de naam gewijzigd in Safran. Safran werd hiermee de op twee na grootste Europese speler in de luchtvaartmarkt na EADS en BAE Systems. Safran telde toen 56.000 medewerkers in meer dan 30 landen, waarvan 40.000 in Frankrijk. Safran nam het belang van Snecma in de joint venture over.

## CFM56
De eerste productieversie was de CFM56-2, die aanvankelijk gebruikt werd om bestaande Boeing 707's en Boeing KC-135-tankers van de USAF van nieuwe motoren te voorzien.
De CFM56-3, afgeleid van de -2, werd ontwikkeld voor de tweede generatie Boeing 737 (-300, -400 en -500) en kwam in 1984 op de markt.
In 1988 kwam de CFM56-5A, bestemd voor de Airbus A320.
De CFM56-5C is de krachtigste versie van de CFM56, bestemd voor de Airbus A340 (-200 en -300).
Anno 2013 zijn de CFM56-5B en CFM56-7 in productie. De CFM56-5B wordt gebruikt voor de Airbus A320-familie (A318, 319, 320, 321) en de CFM56-7B voor de Boeing Next Generation 737. 
In totaal zijn er ongeveer 33.000 CFM56-motoren gebouwd en ze worden gebruikt door zo'n 600 civiele vliegtuigmaatschappijen en luchtmachten wereldwijd. In 2012 vlogen nagenoeg 11.000 vliegtuigen rond met deze motor en is het de bestverkochte vliegtuigmotor ooit, dankzij de bewezen betrouwbaarheid en lage onderhoudskosten. Een vliegtuig van TUIfly vloog bijna zes jaar rond met een CFM56-motor zonder dat deze van de vleugel werd genomen voor onderhoud: een record.

## LEAP
In 2005 lanceerde CFM International het Leading Edge Aviation Propulsion (LEAP)-programma voor de ontwikkeling van een nieuwe motor voor de nieuwe generatie verkeersvliegtuigen. In oktober 2014 vond de eerste vliegtest, met een type 1C, plaats met een Boeing 747-testvliegtuig van General Electric. Op 2 augustus 2016 vond de eerste commerciële vlucht plaats met LEAP-motoren.
Deze motor is ongeveer 500 kilogram lichter dan zijn voorganger en verbruikt gemiddeld zo'n 15% minder brandstof. In 2018 werden al meer LEAP-motoren afgeleverd dan van de oude CFM en in 2021 werden bijna uitsluitend LEAP-motoren geleverd. De samenwerking met General Electric werd in 2021 wederom verlengd tot het jaar 2050. 
Van de LEAP worden drie versies aangeboden: de LEAP-1A, -1B en -1C, die werden ontworpen voor respectievelijk de Airbus A320neo, de Boeing 737 MAX-familie en de Chinese Comac C919.
In 2018 waren al meer dan 16.000 stuks besteld. Zo werd bijna 60% van de A320neo's besteld met LEAP-motoren, nadat problemen opdoken met de eveneens nieuwe PW1000G van concurrent Pratt & Whitney. Zowat 1900 bestellingen werden geannuleerd ten gevolge van het aan de grond houden van de Boeing 737 MAX en de impact van de coronapandemie op de luchtvaartsector.